# Romek Strzałkowski
Roman "Romek" Strzałkowski (Varsovia, 20 de marzo de 1943-Poznań, 28 de junio de 1956) fue un niño polaco de 13 años asesinado de un disparo durante las protestas anticomunistas en Poznań en 1956. Se ha convertido en uno de los símbolos más conocidos de la resistencia contra el dominio de la URSS en Polonia, cuya historia está envuelta en leyenda.

## Distinciones
- Desde 1981, da nombre a una de las calles de Poznan donde se encuentra una placa conmemorativa en su honor.
- En 2006 se creó la película 13 Years, 13 minutes relatando su historia.